# Montréal (region)
Montréal (Montreal) är en administrativ region i Québec i Kanada. Regionen omfattar staden Montréal och femton mindre förortskommuner, de flesta i regionens sydvästra del. I regionen finns ingen municipalité régionale de comté, men kommunerna samarbetar i Conseil d'agglomération de Montréal, en organisation som ansvarar för bland annat polis, kollektivtrafik (bussar och tunnelbana), räddningstjänst, vatten och avlopp samt större gator och vägar.

## Geografiskt läge
Regionen omfattar ett antal öar vid Saint Lawrenceflodens sammanflöde med Ottawafloden. De flesta kommunerna ligger på Île de Montréal. Kommunen L'Île-Dorval utgör en egen ö, och staden Montréal omfattar förutom huvuddelen av Île de Montréal även flera mindre närliggande öar.

## Historik
Före kommunreformen i Québec 2002 samarbetade de då 28 kommunerna i regionen i Communauté Urbaine de Montréal. Vid kommunreformen inkorporerades alla kommuner i Montréal, under slagordet Une île, une ville (en ö, en stad, syftande på Île de Montréal). Motståndet mot sammanslagningen var starkt i de huvudsakligen engelsktalande västra delarna av den nya staden, och efter ett regeringsskifte och ett antal folkomröstningar blev 14 kommuner i väster och en kommun i nordost åter självständiga 1 januari 2006. Samtidigt upprättades Conseil d'agglomération de Montréal för att sköta gemensamma angelägenheter.

## Politisk organisation
Conseil d'agglomération de Montréal består av staden Montréals borgmästare, som är ordförande, 15 stadsfullmäktigeledamöter i Montréal som borgmästaren utser samt 15 representanter för förorterna. De flesta är borgmästarna i respektive kommun, men Dorval och L'Île-Dorval har en gemensam representant, och Dollard-des-Ormeaux har två representanter – dels borgmästaren och dels en kommunfullmäktigeledamot som utses av borgmästaren. Rösträtten i den beslutande församlingen viktas efter respektive kommuns befolkning, så Montréals representanter har sammanlagt 87,3 % av rösterna.

## Kommuner i regionen
- Baie-D'Urfé
- Beaconsfield
- Côte-Saint-Luc
- Dollard-des-Ormeaux
- Dorval
- Hampstead
- Kirkland
- L'Île-Dorval
- Montréal (Montreal)

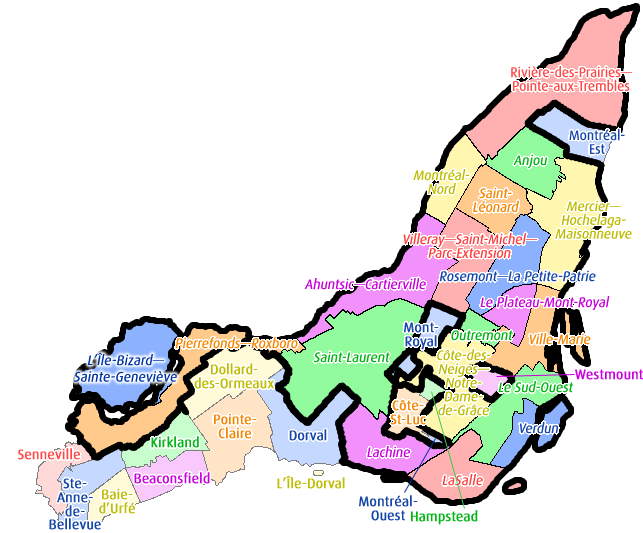
Montréals arrondissement och de avstyckade kommunerna

- Montréal-Est (Montreal East på engelska)
- Montréal-Ouest (Montréal West på engelska)
- Mont-Royal (Mount Royal på engelska)
- Pointe-Claire
- Sainte-Anne-de-Bellevue
- Senneville
- Westmount